# Aeropuerto Internacional de Gombe Lawanti
El Aeropuerto Internacional de Gombe Lawanti (OACI: DN) es un aeropuerto que atiende a Gombe, una ciudad en el Estado de Gombe de Nigeria. Fue construido muy próximo a la carretera de Bauchi a Gombe por la población de Lawanti.

## Aerolíneas y destinos
| Aerolíneas | Destinos     |
| ---------- | ------------ |
| Arik Air   | Abuya, Lagos |